# صاسبيريا (فلم 2018)
صاسبيريا  (بالإنجليزية: Suspiria) هو فيلم رعب إيطالي أمريكي  من إخراج لوكا جواداجنينو وكتبه ديفيد كاججانيش، الفيلم مبني على فيلم داريو أرجينتو تحت نفس الاسم. الفيلم من بطولة داكوتا جونسون، تيلدا سوينتون، ميا جوث، جيسيكا هاربر وكلوي غرايس موريتز. تظهر جسيكا هاربر بطلة الفيلم الأصلي في دور مختلف. احبكة الفيلم تركز على راقصة أمريكية تدرس في أكاديمية رقص مرموقة تعاني من حوادث غير عادية.
العرض الأول للفيلم كان في مهرجان فينسيا السينمائي الدولي في الأول من سبتمبر 2018، وصدر الفيلم في عدد محدود من دور العرض في 26 أكتوبر 2018 قبل أن يعرض علي نطاق أوسع في 2 نوفمبر 2018 عن طريق شركة استديوهات أمازون.

## الحبكة
(سوزي بانيون) شابة أمريكية تسافر إلى شركة (ماركوس تانز) المرموقة لرقص الباليه في (برلين) عام 1977. وبمجرد وصولها كواحدة من أعضاء الشركة، تختفي (باتريشيا) في ظروف غامضة. بينما تحقق سوزي تقدمًا غير مسبوق بتوجيه مدام (بلانك)؛ المديرة الفنية الثورية للشركة. ثم تعقد سوزي صداقة مع راقصة أخرى تُدعى (سارة)، والتي تشاركها شكوكها بأن عاملات الشركة، بل والشركة نفسها قد تكون مأوى لسر مظلم رهيب.

## الطاقم
- داكوتا جونسون في دور سوزي بانيون
- تيلدا سوينتون في دور مدام بلان
- ميا غوث في دور سارة
- لوتز إبرسدورف للدكتور جوزيف كليمبيرر
- كلوي غرايس موريتز في دور باتريشيا هينجل[2]
- أنجيلا وينكلر في دور الآنسة تانر
- إنغريد كافين
- سيلفي تيستود في دور ميس غريفيث
- رينيه سوتينديجك في دور الآنسة هولر
- كريستين لبوت في دور ميس بلفور
- فابريزيا ساكي في دور بافلا
- جيسيكا هاربر في دورأنيك ماير

## الإنتاج

### التصوير
التصوير بدأ في فاريزي، إيطاليا يوم 31 أكتوبر عام 2016. التصوير تم في جراند أوتل كامبو دي فيوري بمثابة الأكاديمية  ماركوس للرقص. تم التصويرأيضا  في قصر إستينس. أخذ التصوير في فاريزي من تشرين الأول / أكتوبر إلى كانون الأول / ديسمبر 2016، قبل أن ينتقل إلى برلين، حيث استمر من فبراير إلى مارس 2017. التصوير الرئيسي في برلين انتهي في 10 مارس عام 2017.

## الإصدار
العرض الأول للفيلم في العالم كان في  مهرجان البندقية السينمائي الدولي في 1 سبتمبر عام 2018. فمن المقرر أن يعرض في إصدار محدود في لوس انجلوس ونيويورك في 26 أكتوبر عام 2018، قبل العرض في جميع دور العرض في 2 نوفمبر عام 2018. من المقررعرضه في المملكة المتحدة عن طريق موبي في 16 نوفمبر عام 2018. مشهد من الفيلم تم عرضه خلال مأدبة غداء في 2018 سينيماكون في لاس فيغاس، أفيد أن المشهد كان قويا لدرجة أنه سبب «صدمة» الحاضرين. المشهد عرض داكوتا جونسون أثناء أداء في رقص الباليه تحت مطالب من أستاذتها تيلدا سوينتون. تم  وصف المشهد بأنه «بشع جدا ومن الصعب مشاهدته. هذا الفيلم سوف يجعل معظم الناس يشعرون بعدم الارتياح.»

## الجوائز
| جائزة                     | تاريخ الحفل   | الفئة        | المرشح   | نتيجة | Ref(s)               |
| ------------------------- | ------------- | ------------ | -------- | ----- | -------------------- |
| مهرجان البندقية السينمائي | 8 سبتمبر 2018 | الأسد الذهبي | صاسبيريا | رُشِّح   | [ 19 ] [ 20 ] [ 21 ] |
| مهرجان البندقية السينمائي | 8 سبتمبر 2018 | عليل الأسد   | صاسبيريا | رُشِّح   | [ 19 ] [ 20 ] [ 21 ] |

## جزء ثاني
في مقابلة مع موقع ددلاين.كوم، كشف المخرج أن العنوان الأصلي للفيلم كان صاسبيريا: الجزء الأول ، وتم تغييره حتى لايظن الناس ان الفيلم ليس مكملا لذاته. إلا أنه اعترف ان هناك رغبة في مواصلة استكشاف أصول الشخصيات مدام بلانك وهيلانا ماركوس، وأيضا مستقبل سوزي بانيون – هذا إذا حقق الفيلم إيرادات جيدة في شباك التذاكر.

## وصلات خارجية
- مقالات تستعمل روابط فنية بلا صلة مع ويكي بيانات

لا توجد روابط لمواقع التواصل الاجتماعي.